# هارولد جيمس
هارولد جيمس (بالإنجليزية: Harold James)‏ هو مؤرخٌ اقتصادي متخصصٌ في تاريخ ألمانيا والتاريخ الاقتصادي لأوروبا. يعمل أستاذًا في التاريخ في جامعة برينستون، وبمعهد الجامعة الأوروبية في فلورنسا.

## روابط خارجية
- هارولد جيمس على موقع مونزينجر (الألمانية)